# Bactrien
Le bactrien (parfois étéo-tokharien) est une langue moyen-iranienne parlée sur le cours supérieur et moyen de l'Amou-Daria, dans l'ancienne Bactriane.

## La langue de l'Empire kouchan
La langue était connue par des légendes de monnaies, mais, en 1957, une inscription de 25 lignes fut découverte à Surkh-Kotal, dans le nord de l'Afghanistan. La particularité de cette langue est d'être rédigée au moyen d'une écriture dérivée de l'alphabet grec. Cette inscription a révélé le nom de Kanishka, souverain de l'Empire kouchan. Cette langue disparaît entre 100 et 200 après Jésus Christ.

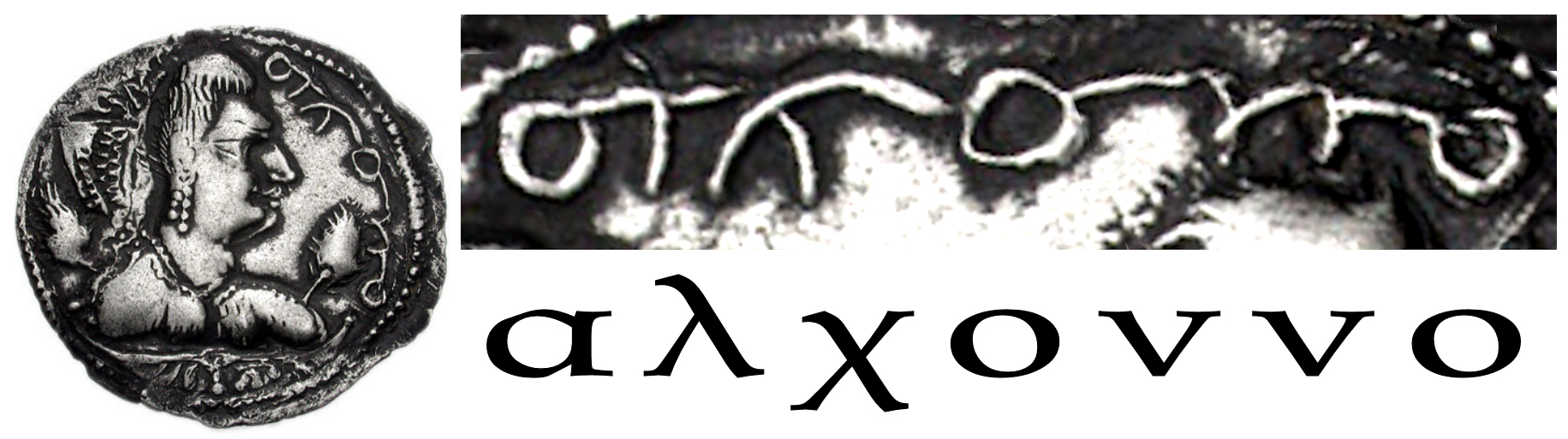
Alkhonno en écriture bactriane sur les monnaie du royaume alkhon

Elle est également utilisée sur la monnaie du royaume hun Alkhon (380-560) en Bactriane orientale.

## Sources
- (ru) Лившиц, B.A., Бaктpийский язык, Языки мира. Иранские языки III. Восточноиранские языки, pp. 38-46, Moscou, Indrik, 2000.  (ISBN 5-85759-107-4)
- (fr) Oranskij, Iosif M., Les langues iraniennes, traduit par Joyce Blau, Institut d'études iraniennes de l'Université de la Sorbonne Nouvelle, documents et ouvrages de référence 1, Paris: Librairie C. Klincksieck, 1977  (ISBN 2-252-01991-3)